# Wall Street: Pieniądz nie śpi
Wall Street: Pieniądz nie śpi (ang. Wall Street: Money Never Sleeps) – amerykański dramat filmowy z 2010 roku w reżyserii Olivera Stone’a. Sequel filmu Wall Street (1987).

## Fabuła
Rok 2008. Jake Moore (Shia LaBeouf) jest maklerem i zarabia grube miliony dla Keller Zabel Investments, firmy Louisa Zabela (Frank Langella). Winnie (Carey Mulligan), dziewczyna Jake’a, podziwia w nim pasję i chęć inwestowania w odnawialne źródła energii. Dostrzega w swoim chłopaku także idealizm, którego nie widziała w ojcu. Kiedy pojawiają się plotki, że Keller Zabel ma ogromne długi, akcje firmy gwałtownie spadają.
Walcząc o przedsiębiorstwo Louis Zabel zwraca się z prośbą o pomoc do Rezerwy Federalnej, ale spotyka się z odmową. Dostaje jednak propozycję od Brettona Jamesa (Josh Brolin) z potężnego banku inwestycyjnego Churchill Schwartz, który proponuje przejęcie Keller Zabel za minimalną cenę. Kariera Jake’a wisi na włosku – popada w długi, może stracić pracę.
Pewnego dnia Jake trafia na wykład Gordona Gekko (Michael Douglas), który opowiada o swojej książce „Czy chciwość jest dobra?”. Przekonuje, że nie tylko dobra, ale i powszechna, zgodna z normami. Twierdzi nawet, że amerykańska gospodarka zmierza ku kryzysowi. Jak się okazuje Gordon Gekko to dawny król Wall Street, ale teraz w niczym nie przypomina gwiazdy finansjery, bo za oszustwa finansowe odsiadywał wyrok ośmiu lat w więzieniu. W dodatku okazuje się, że Gordon to ojciec Winnie, dziewczyny Jake’a, która nie utrzymuje z nim żadnych kontaktów.
Jake wpada na szalony pomysł – w tajemnicy przed Winnie proponuje Gordonowi, że pogodzi go z córką, a w zamian Gekko dostarczy mu informacji o tym, dlaczego bankierzy wrobili Louisa Zabela. Jake chce bowiem pomścić swego mentora i liczy na to, że Gekko pomoże mu uratować Keller Zabel przed przejęciem przez Brettona Jamesa.

## Obsada
- Shia LaBeouf jako Jacob „Jake” Moore
- Frank Langella jako Lewis Zabel
- Carey Mulligan jako Winnie Gekko
- Josh Brolin jako Bretton James
- Michael Douglas jako Gordon Gekko
- Susan Sarandon jako mama Jacoba
- Vanessa Ferlito jako Audrey
- John Buffalo Mailer jako Robby
- Charlie Sheen jako Bud Fox

## Nagrody i nominacje
Złote Globy 2010
- Najlepszy aktor drugoplanowy - Michael Douglas (nominacja)